# احتجاج
الاحتجاج هو طريقة للتعبير عن رأي جماعة أو حزب سياسي أو شخص، ويكون عادةً في منطقة ذات شهرة واسعة لتوصيل الصوت إلى أغلب شرائح المجتمع. وفي الأغلب يتحول إلى صراع بين المجتجين والشرطة.

## أهم الاحتجاجات في التاريخ الحديث
- احتجاج في 14 آذار 2005 في لبنان
- الثورة التونسية 2010-2011
- ثورة 25 يناير 2011 في مصر
- احتجاجات الحرب الأهلية السورية 15 مارس 2011 - مستمر .